# Городищенський коледж
Відокремлений структурний підрозділ Городи́щенський фаховий коледж У́манського національного університету садівництва — заклад фахової передвищої освіти І рівня акредитації, що розташований у місті Городище Черкаської області. Є частиною Уманського національного університету садівництва.

## Історія
Навчальний заклад був відкритий 1 жовтня 1891 року як «Мошно-Городищенська сільськогосподарська школа 1-го розряду» землевласницею Мошно-Городищенського маєтку Київської губернії Є.Балашовою за ініціативи керуючого маєтком вченого-агронома М. Ю. Філіпченка, тим самим є одним із найстаріших сільськогосподарських навчальних закладів України. Школа перебувала у віданні Міністерства землеробства і займалась підготовкою агрономів.
Курс навчання продовжувався чотири роки і розподілявся на підготовчий та три спеціальних класи. У підготовчий клас приймалися молоді люди (переважно хлопці) віком не молодші 14 років, які мали міцне здоров'я. Від вступників до підготовчого класу вимагались закінчення двохкласової школи і здача вступного екзамену з закону божого, російської мови (письмо та усно) і математики (усна арифметика та геометрія). У спеціальні класи прийому не було.
Навчання в школі складалось з двох частин: класних занять та практичних сільськогосподарських робіт.
Вивчалися загальноосвітні (закон божий, російська мова, математика, історія Росії, географія) та спеціальні предмети, вироблені педагогічною радою школи і затверджені міністерством землеробства. До спеціальних предметів відносилися:
1. фізика;
2. хімія;
3. ботаніка;
4. зоологія з сільськогосподарською ентомологією;
5. загальне землеробство з основами грунтознавства;
6. часткове землеробство (рослинництво);
7. тваринництво (загальне і часткове);
8. садівництво, городництво і лісництво;
9. сільськогосподарська економія і організація;
10. сільськогосподарське машинознавство;
11. землеробство з основами креслення;
12. законодавство стосовно сільського господарства.

Навчальний рік розпочинався класними заняттями 13 жовтня, що продовжувались до 1 квітня. Протягом весни, літа і осені учні проходили практичне навчання.
Для практичного ознайомлення учнів з сільським господарством школа не мала спеціального навчального господарства. Всі практичні сільськогосподарські роботи учні виконували у двох найближчих до міста Городище економіях: Маріїнській (Городищенській) та Софіївській молочній фермі, Софіївському плодовому саду і майстернях маєтку. Софіївська молочна ферма знаходилась на відстані 3 кілометрів від міста Городище і школи в гористому урочищі «Заячі яри». Побудована в 1890 році, вона являла собою камінний, покритий черепицею будинок у вигляді букви «П».
Поруч з фермою, на південних і південно-західних схилах трьох ярів, в 1933 році закладено Софіївський плодовий сад з яблунь, груш та слив на площі 24 га. Система посадки плодових дерев — терасна. В саду розміщувалась шкільна пасіка в кількості 50 вуликів, де учні знайомились з практичним веденням бджільництва.
Виконання практичних сільськогосподарських робіт учнями здійснювалось за спеціальним нарядом. Вставали учні о 3:00 і 5:30 годині ранку (в залежності від роботи) і лягали спати о 10 годині вечора. Крім трьох- або чотирьохразового харчування, вони одержували одяг встановленої форми, постільну білизну й особливу щоденну платню, яка видавалась по закінченню школи і складала 25—40 крб власного заробітку учня.
При фермі були також городи — 1,5—2 га, парникове господарство і метеорологічна станція 11 розряду, на якій силами учнів систематично проводились спостереження, звіти метеорологічних спостережень систематично надсилались у головну астрономічну обсерваторію в Пулково.
Для ознайомлення учнів школи з окремими галузями господарства маєтку влаштовувались екскурсії. Об'єктами екскурсій були: Маріїнський (Городищенський) паровий керамічний завод економії Байбузького картопляного району, Олександрійський (Байбузький) спиртовий завод, Байбузький кінний завод, лісове господарство, Мліївський плодовий розсадник Л. П. Симиренка. Під час екскурсії в Байбузівську дільницю маєтку, учні також оглядали Мошногірський палац Балашових і розкішний парк (близько 100 га) при ньому зі звіринцем. В 1913 році група учнів школи відвідала Всеросійську промислову виставку в місті Києві, де ознайомилась зі станом промисловості і сільського господарства Росії. Не дивлячись на те, що Мошно-Городищенська сільськогосподарська школа не мала свого учбового господарства, згадані дві економії, молочна ферма, майстерня, плодовий сад, пасіка були солідною базою для набуття практичних навичок по виконанню всіх сільськогосподарських робіт вихованцями школи. Закінчивши її, учні не боялись практичної діяльності в усіх галузях сільського господарства і школа завжди одержувала схвальні оцінки з місць їхньої роботи.
Ініціатор заснування сільськогосподарської школи Михайло Юхимович Філіпченко в своїй капітальній праці «Мошногородищенское имение» говорить: «Ученики нашей сельскохозяйственной школы имеют добрую практику, хотя бы даже и не для низшей школы».
26 травня 1904 року школу було реорганізовано у нижче сільськогосподарське училище з трирічним курсом навчання. Школа і училище знаходились у старому будинку міськвиконкому. 1920 року училище було розширено в агропрофшколу, у чотирьох класах школи навчалось лише 69 учнів, в тому числі в випускному — 15 осіб. Це були в основному діти заможних селян, тому що далеко не кожний у той час міг вступити і навчатися навіть у цій сільськогосподарській школі. За перші 20 років існування школи випущено 262 спеціалісти, у середньому по 13—14 осіб на рік.
1928 року училище перетворено у «Городищенський садово-городній технікум», за ініціативи Бугай В. П. в урочищі Маніжа організовано учбове господарство. 1934 року назва була змінена на «Городищенський сільськогосподарський технікум плодівництва», а 1944 року — на «Городищенський сільськогосподарський технікум».
Під час окупації в роки другої світової війни Городищини німці намагалися відновити роботу технікуму з метою використання робочої сили для своїх потреб, але бажаної кількості студентів не змогли набрати. Та навіть тієї молоді, що навчалася в технікумі було організовано підпільну організацію з 27 осіб. Керівником підпільної організації був Олег Український. Двом випускникам і двом працівникам присвоєно звання Героя Радянського Союзу: Медведю Івану Феодосійовичу, Мамаю Миколі Васильовичу, Зеленюку Йосипу Павловичу, Яровому Петру Павловичу.
У 1944 році після звільнення Городищини від фашистських загарбників за короткий період часу технікум відновив і значно розширив свою діяльність: відновлюється навчально-матеріальна база кабінетів, навчально-дослідне господарство, будується гуртожиток. Щорічно випускається близько 230 агрономів, 120 майстрів — садоводів, спеціалістів технічної переробки.
1960 року у навчальному закладі було відкрито заочну форму навчання. У серпні 1964 року технікум було перетворено у «радгосп-технікум Мліївської дослідної станції садівництва імені Л. П. Симиренка». Тоді він мав лише одне відділення «Агрономія». Очолив технікум М. М. Артеменко, кандидат економічних наук.
1982 року було відкрито нове відділення «Зберігання, консервування та переробка плодів і овочів». За високі науково-виробничі досягнення по підготовці кадрів, виведення нових високоурожайних сортів і впровадження їх у виробництво, колектив станції в 1971 році нагороджений орденом Трудового Червоного Прапора, а в 1987 році — похвальною грамотою Президії Верховної Ради України. Багато випускників і працівників технікуму удостоєні високих державних нагород, серед них і М. М. Артеменко — доктор економічних наук, заслужений агроном України, професор, академік, нагороджений двома орденами Трудового Червоного Прапора та знаком Пошани, орденом Жовтневої революції. Два випускники удостоєні звання Героя Соціалістичної праці: Л. І. Ярушина та В. М. Матвійко, а три — званням лауреата Державної премії України і Радянського Союзу: М. М. Артеменко, Захарченко, Ляховець.
1989 року назва була змінена на «Радгосп-технікум Науково-дослідного інституту садівництва Лісостепу УРСР імені Л. П. Симиренка».
1998 року радгосп-технікум був перетворений у «Державний аграрний технікум Мліївського інституту садівництва імені Л. П. Симиренка Української Академії Аграрних Наук». 1999 року технікум отримав ліцензію І рівня акредитації. 2001 року відкрито нову спеціальність «Лісова господарство», 2003 року — спеціальність «Бухгалтерський облік». Того ж року навчальний заклад реорганізовано у «Городищенський державний аграрний технікум». 2004 року було відкрито спеціальність «Фінанси». Того ж року технікум перейменовано у «Городищенський державний аграрний коледж», 2006 року — у «Городищенський коледж Уманського державного аграрного університету». З 2009 р. коледж розпочав підготовку агрономів за освітньо-професійною програмою «бакалавр». 
2010 року навчальний заклад отримав назву Відокремлений структурний підрозділ «Городищенський коледж Уманського національного університету садівництва». У 2020 році заклад змінив назву на Відокремлений структурний підрозділ «Городищенський фаховий коледж Уманського національного університету садівництва».
У 2019 р. у коледжі навчалося 282 студенти денної форми навчання, педагогічний склад — 36 викладачів, за сумісництвом 6 викладачів, з них академіків — 1 особа, докторів наук — 2 особи, докторів філософії (кандидатів наук) — 7 осіб, викладачів-методистів — 2 особи, старших викладачів — 4 особи, викладачів вищої категорії — 19 осіб, першої категорії — 18 осіб, другої категорії — 5 осіб, спеціалістів — 1 особа. Мають почесне звання «заслужений Діяч науки і техніки» — 1 особа.

## Діяльність

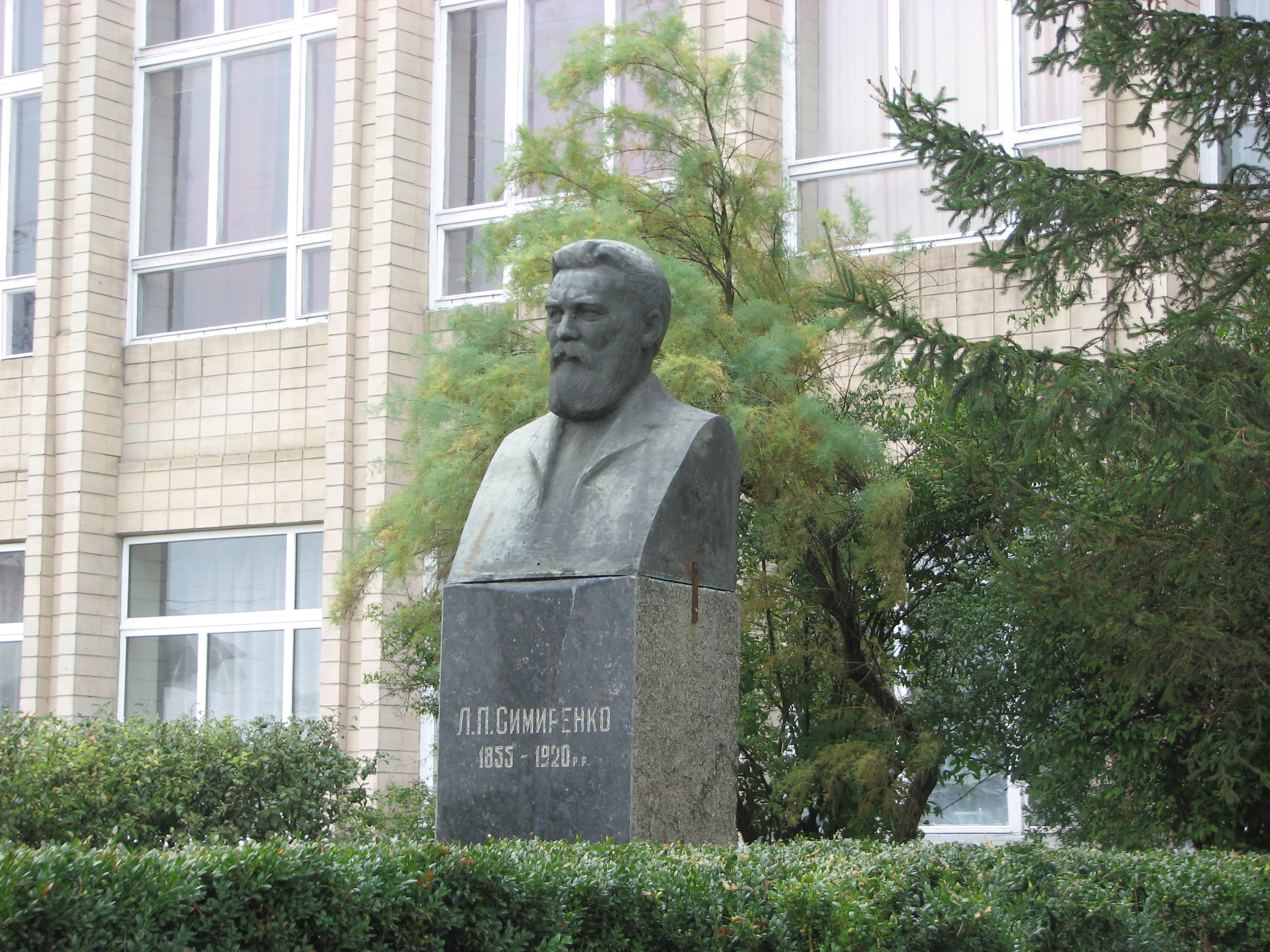
Старий пам'ятник Л.П.Симиренка

Хоча навчальний заклад є відокремленим структурним підрозділом Уманського національного університету садівництва, він має власне майно, самостійний баланс, рахунки у банку, власну печатку.
Коледж готує фахівців за такими спеціальностями: 
Освітньо-професійний ступінь «Фаховий молодший бакалавр»
- 071 «Бухгалтерський облік»
- 072 «Фінанси, банківська справа та страхування»
- 181 «Харчові технології»
- 201 «Агрономія»
- 205 «Лісове господарство»
- 206 «Садово-паркове господарство»

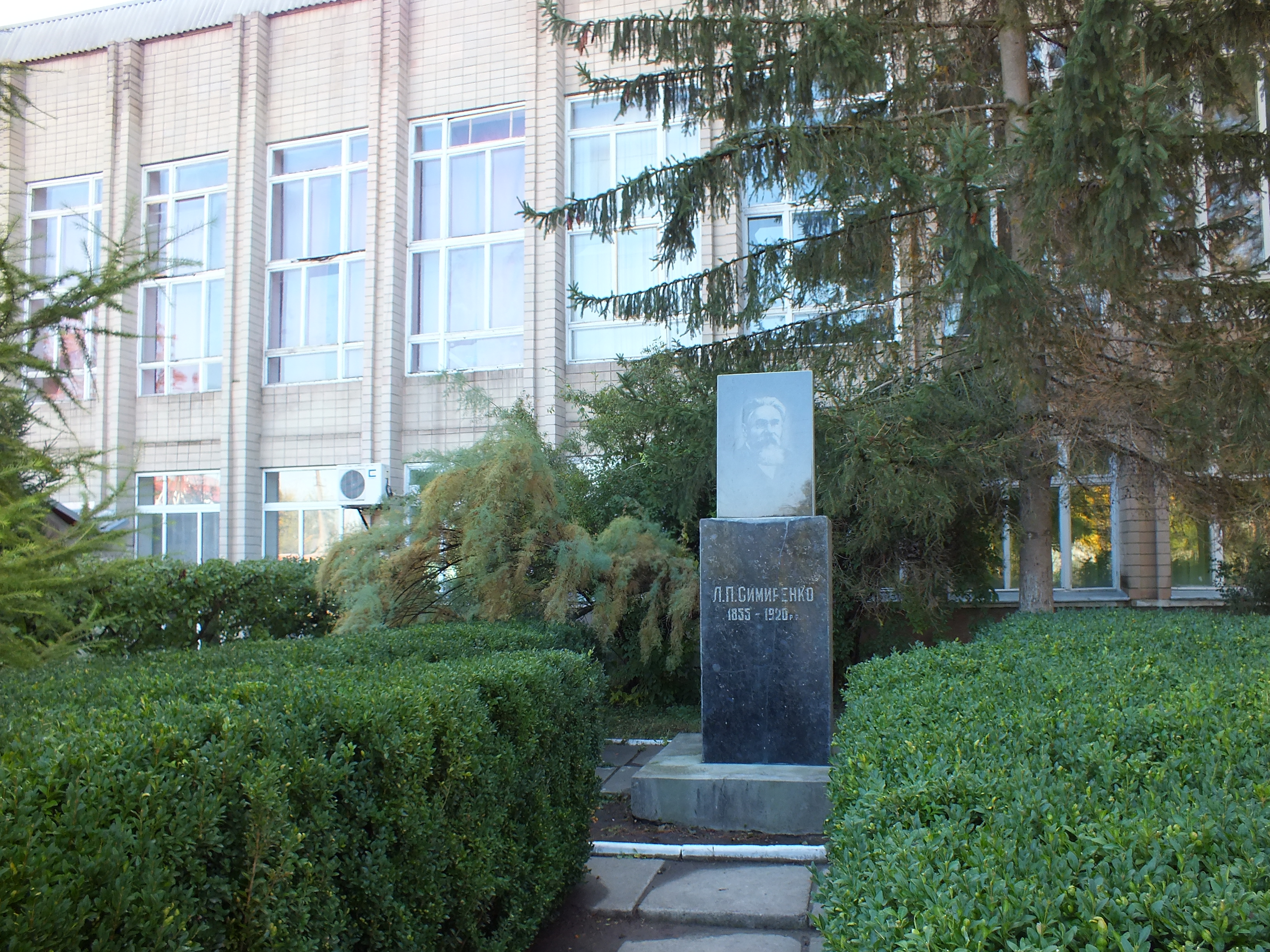
Новий пам'ятник Л.П.Симиренка. 2018р

Освітньо-кваліфікаційний рівень «Бакалавр»
- 201 «Агрономія»

Навчальним закладом укладено угоду про співпрацю з Білоцерківським національним аграрним університетом. Практичні навички студенти отримують у навчальній бухгалтерії, на колекційно-дослідному полі, у Мліївському інституті помології імені Л.П.Симиренка, в Городищенському та Смілянському лісництвах Смілянського лісового господарства, Корсунському лісництві Корсунь-Шевченківського лісового господарства, на переробному підприємстві «Верес».
Для лабораторно-практичних занять використовують спеціально обладнані кабінети, майстерні, автоклас. Базою для проходження практик є інститут помології.
Випускники, які закінчили коледж в останні роки, працюють: агрономами — плодоовочеводами, економістами фермерських господарств, бригадирами комплексних бригад, в адміністративному апараті, на педагогічній роботі в: Черкаській, Київській, Хмельницькій, Кіровоградській, Полтавській, Одеській та інших областях України.
У коледжі важливе місце у системі виховання молоді займає фізкультурно — спортивна робота: студенти постійно беруть участь у змаганнях по волейболу, баскетболу, футболу, тенісу і нерідко перемагають, працюють різні спортивні секції. 

## Керівний склад
- Директор коледжу (з 2022 року) — Чепурний Валерій Григорович, кандидат сільськогосподарських наук, науковий співробітник відділу ягідних, малопоширених і горіхоплідних культур.
- Заступник директора по навчально-виховній роботі — Погоріла Наталія Іванівна, кандидат педагогічних наук, спеціаліст вищої категорії, «викладач-методист».
- Завідувач відділенням — Луценко Наталія Анатоліївна, магістр з технології зберігання, консервування та переробки плодів і овочів, спеціаліст вищої категорії, «викладач-методист».

### Директори
- Філіпченко М.Ю. — з 1891 по 1904 рік
- Герліц — з 1904 по 1926 рік
- Короп А.К. — з 1926 по 1934 рік
- Пойда Т.Л. — з 1934 по 1941 рік
- Оксаніченко О.М. — з 1941 по 1942 рік
- Крінкс — з 1942 по 1943 рік
- Семенів Г.С. — з 1944 по 1954 рік
- Михальченко Ф.М. — з 1954 по 1964 рік
- Артеменко Микола Михайлович — з 1964 по 1991 рік
- Хоменко Іван Іванович — з 1991 по 2020 рік
- Чепурний Валерій Григорович — з 2022 року